# Johnny Mayes
Johnny Mayes (Nueva Gales del Sur, Australia; 29 de abril de 1947 – 30 de julio de 2025) fue un jugador de rugby australiano que jugó en la posición de halfback.

## Carrera

### Club
| Periodo | Club                       | Partidos | Tries | Goles del Campo | Goles | Puntos |
| ------- | -------------------------- | -------- | ----- | --------------- | ----- | ------ |
| 1968–72 | Eastern Suburbs            | 47       | 21    | 0               | 2     | 65     |
| 1973    | Manly-Warringah Sea Eagles | 24       | 16    | 0               | 1     | 49     |
| 1974–77 | Eastern Suburbs            | 63       | 34    | 0               | 0     | 102    |

### Selección nacional
Jugó para Australia en un partido de la Copa Mundial de Rugby League de 1975, el cual fue una victoria por 24-8 sobre Nueva Zelanda.

## Muerte
Mayes murió a causa de un tumor cerebral a los 78 años el 30 de julio de 2025.

## Logros

### Club
- New South Wales Rugby League premiership (3): 1973, 1974, 1975
- World Club Challenge (1): 1976

### Selección nacional
- Copa Mundial de Rugby League (1): 1975

### Individual
- Goleador de la National Rugby League en 1975.